# Стари Дороги
Стари Дороги (на беларуски: Стары́я Даро́гі; на руски: Старые Дороги) е град в Беларус, административен център на Стародорожки район, Минска област. Населението на града е 10 406 души (по приблизителна оценка от 1 януари 2018 г.).

## История
За пръв път селището е упоменато през 1524 година, през 1938 година получава статут на град.